# Don't Tell Me (canción de Avril Lavigne)
«Don't Tell Me» es una canción escrita por la cantante canadiense Avril Lavigne, con música por Evan Taubenfeld, y producida por Butch Walker. Fue el primer sencillo del álbum Under My Skin del 2004. Le fue moderadamente bien en las listas, llegando al número 22 en los Estados Unidos, al número 10 en Australia, al número 6 en España, número 5 en Reino Unido y logrando un mayor puesto en Latinoamérica, en México y Brasil donde llegó al número 1.
El video fue nominado en los MTV Video Music Awards del 2004 en la categoría de «Mejor Video de Pop» y cuenta con más de 60 millones de reproducciones en el canal oficial de la cantante. Tiene como lado b «Take Me Away», que también se encuentra como primera canción en Under My Skin. Mundialmente vendió 2.900.000 copias.

## Recepción
En una reseña del álbum Under My Skin, David Browne, de Entertainment Weekly, dijo: "Lavigne parece más cargada; ... el sk8erboi del primer álbum ha resultado ser una estafador egoísta y desagradable que se va cuando ella dice no ir a la cama con él” en referencia a Don't Tell Me. Blender Music escribió que, a diferencia de Sk8er Boi, el sencillo "Don't Tell Me", la encuentra echándolo de la cama.
The Guardian se mezcló: "El actual single Don't Tell Me tiene al menos algunos consejos relevantes para impartir a sus fanáticas femeninas: representa a una confundida y enojada Lavigne defendiéndose de un novio demasiado ansioso". PopMatters fue favorable: "El primer sencillo," Don't Tell Me ", es probablemente la mejor canción del álbum, con el tipo de movimiento maravillosamente efusivo que hace que el mejor pop sea tan irresistible. Empieza lento y silencioso, construyendo al primer coro. retrocede, se convierte en otro coro, cae en un puente antes de regresar con un tercer coro que hace crujir el cráneo y deja firmemente implantado en su cráneo. Una o dos repeticiones y estamos fuera como una luz, final de la canción. En ese momento estás convencido o no ".
Rolling Stone fue positivo:" El primer sencillo, "Don't Tell Me", podría ser su canción más atractiva. Cuando las guitarras se aceleran detrás de ella, ella pregunta: "¿No te dije que no soy como esa chica / La que lo da todo? Lejos, sí. ¿Creías que te lo iba a ceder? "La sintaxis puede ser torturada, pero la cantante suena bien: un maleducado justo, que se aleja de los espeluznantes". ¡Yahoo Music! Me gustó la canción, pero estaba enojada porque hay errores de ortografía en el folleto: "ahora tenemos a Avril más fuerte y más confiado - franca en su determinación de no perder la guinda de" Don't Tell Me ", que tímidamente deletrea" culo "con una 'a' y dos asteriscos en el folleto del CD, que escriben canciones sobre las relaciones condenadas ".
En una encuesta de un oyente de AOL Radio, "Don't Tell Me" fue votada como la novena mejor canción de Lavigne.

## Vídeo musical
El video musical de "Don't Tell Me" fue dirigido por Liz Friedlander y filmado en Los Ángeles, California, en marzo de 2004. El video cuenta la historia de la canción, abre con el novio de Lavigne saliendo de su apartamento. Después de sacar su ira en su dormitorio, ella lo sigue por la ciudad. Durante el puente de la canción, su novio la ve en muchos lugares a la vez, por lo que él se siente culpable y sus sentimientos pesan mucho en su mente. Al final del video, ella decide que él está mejor sin ella y lo deja alejarse, y en el tiro final comienza a flotar sobre la superficie.
El video fue nominado a Mejor Video Pop en los MTV Video Music Awards de 2004, pero perdió con el video de No Doubt, "It's My Life".

## Listas de canciones
CD sencillo (Australia)

| N.º | Título                                 | Duración |  |
| 1.  | «Don't Tell Me» (versión del sencillo) | 3:26     |  |
| 2.  | «Don't Tell Me» (versión acústica)     | 3:38     |  |
| 3.  | «Take Me Away»                         | 2:57     |  |

CD sencillo (Francia, Alemania y Reino Unido)

| N.º | Título                                 | Duración |  |
| 1.  | «Don't Tell Me» (versión del sencillo) | 3:26     |  |
| 2.  | «Don't Tell Me» (versión acústica)     | 3:38     |  |

CD sencillo (Japón)

| N.º | Título                                 | Duración |  |
| 1.  | «Don't Tell Me» (versión del sencillo) | 3:26     |  |
| 2.  | «Take Me Away»                         | 2:57     |  |

CD sencillo (Internacional)

| N.º | Título                                 | Duración |  |
| 1.  | «Don't Tell Me» (versión del sencillo) | 3:26     |  |
| 2.  | «Don't Tell Me» (versión acústica)     | 3:38     |  |
| 3.  | «Take Me Away» (versión del álbum)     | 2:57     |  |
| 4.  | «Don't Tell Me» (vídeo musical)        | 3:23     |  |

CD promo (Brasil, Europa, Japón, México y Estados Unidos)

| N.º | Título                              | Duración |  |
| 1.  | «Don't Tell Me» (versión del álbum) | 3:22     |  |

## Posicionamiento en listas

### Semanales
| ListaS (2004)                         | Mejor posición |
| ------------------------------------- | -------------- |
| Alemania (Offizielle Deutsche Charts) | 10             |
| Australia (ARIA)                      | 10             |
| Austria (Ö3 Austria Top 40)           | 12             |
| Bélgica (Flandes) (Ultratop 50)       | 22             |
| Bélgica (Valonia) (Ultratop 50)       | 28             |
| Bolivia (Notimex)                     | 2              |
| Canadá (Top 40)                       | 5              |
| Dinamarca (Tracklisten)               | 14             |
| España (Top 100 Canciones)            | 6              |
| Estados Unidos (Billboard Hot 100)    | 22             |
| Estados Unidos (Mainstream Top 40)    | 9              |
| Estados Unidos (Adult Top 40)         | 10             |
| Francia (SNEP)                        | 53             |
| Hungría (Rádiós Top 40)               | 30             |
| Irlanda (IRMA)                        | 9              |
| Italia (FIMI)                         | 4              |
| Nueva Zelanda (Recorded Music NZ)     | 15             |
| Noruega (VG-lista)                    | 12             |
| Países Bajos (Dutch Top 40)           | 8              |
| Paraguay (Notimex)                    | 2              |
| Perú (Notimex)                        | 5              |
| Reino Unido (UK Singles Chart)        | 5              |
| Suecia (Sverigetopplistan)            | 30             |
| Suiza (Schweizer Hitparade)           | 9              |
| Uruguay (Notimex)                     | 5              |

### Anuales
| Listas (2004)            | Posición |
| ------------------------ | -------- |
| Australian Singles Chart | 98       |
| Billboard Hot 100        | 92       |
| UK Singles Chart         | 115      |
| Swiss Singles Chart      | 94       |

## Sucesiones
| Predecesor: "La argentinidad al palo" de Bersuit Vergarabat | Top 20 Singles - Sencillo N° 1 29 de mayo de 2004 - 5 de junio de 2004  | Sucesor: "Everytime" de Britney Spears |
| Predecesor: "Are You Gonna Be My Girl" de Jet               | Top 20 Singles - Sencillo N° 1 5 de junio de 2004 - 12 de junio de 2004 | Sucesor: "Everytime" de Britney Spears |
| Predecesor: "Everytime" de Britney Spears                   | Top 20 Singles - Sencillo N° 1 3 de julio de 2004 - 10 de julio de 2004 | Sucesor: "The Reason" de Hoobastank    |